# Willy Van Gerven
Willy Joseph Antoine Marie Van Gerven (Essen, 8 september 1897 - Sint-Niklaas, 23 juni 1969) was een Belgisch advocaat en politicus voor de CVP.

## Levensloop
Willy Van Gerven was de zoon van het echtpaar Van Gerven-Fierens. Hij trouwde in 1927 met Germania Van Bel en het echtpaar kreeg drie kinderen: 
- Guido Van Gerven (1930-2020), advocaat-generaal bij het militair gerechtshof.
- Walter Van Gerven (1935-2015), advocaat, hoogleraar en vicerector KUL, voorzitter van de Bankcommissie, advocaat-generaal bij het Europees Hof van Justitie. Een zoon van hem is Dirk Van Gerven, advocaat en voormalig stafhouder van de Nederlandstalige Balie van Brussel.
- Marie-Thérèse Van Gerven (1942).

Hij doorliep de klassieke humaniora aan het Klein Seminarie van Sint-Niklaas. Vervolgens was hij kandidaat in de rechten aan de Katholieke Universiteit Leuven en promoveerde hij in 1926 tot doctor in de rechten aan de Rijksuniversiteit Gent. Hij vestigde zich als advocaat in Sint-Niklaas en schreef zich in aan de Balie van Dendermonde. Hij werd lid en secretaris van de tuchtraad en stafhouder.
Tijdens de Tweede Wereldoorlog trad hij toe tot het Verzet. Hij werd Bataljonscommandant in het Geheim Leger.
Na de Bevrijding was hij lid van de adviserende commissie bij de Balie van Dendermonde en was hij voorzitter van de centrale commissie weerstanders Sint-Niklaas

## Politieke loopbaan
Van Gerven doorliep een politiek curriculum binnen de Katholieke Partij en de CVP, als vertegenwoordiger van de christelijke arbeidersbeweging. Van 1939 tot 1947 was hij gemeenteraadslid van Sint-Niklaas en van 1947 tot 1965 was hij er voorzitter van de Commissie voor Openbare Onderstand.
Ook speelde hij een rol in de christelijke arbeidersorganisaties. Vanaf 1937 was hij secretaris-penningmeester van de Katholieke Vlaamse Volkspartij voor het arrondissement Sint-Niklaas en van 1941 was hij medestichter van de Kristelijke Werknemersbeweging in Sint-Niklaas, waarvan hij tot in 1946 de voorzitter was. Hij was eveneens actief als voorzitter van Hulp aan Arbeiders in de Vreemde in Sint-Niklaas, bestuurslid van de NV Gildenhuis Sint-Niklaas, bestuurslid van de Bouwmaatschappij Sint-Niklaas en lid van het dagelijks bestuur van de ACW-afdeling van het arrondissement Sint-Niklaas.
Van Gerven was tevens actief in verschillende flamingantische culturele organisaties: zo was hij onder andere actief in de plaatselijke toneelkring van het Verbond der Vlaamsche Oudstrijders. Samen met Maurice Orban en Emiel Van Haver zorgde hij ervoor dat de Katholieke Partij in de jaren 1930 in Sint-Niklaas een meer Vlaamsgezinde richting inging.
Van 1946 tot 1958 was hij voor het arrondissement Dendermonde-Sint-Niklaas lid van de Belgische Senaat. In de Senaat zetelde hij in de commissies Landsverdediging, Kolonies en Justitie. Ook besteedde hij bijzondere aandacht aan de vernederlandsing van het leger.
Van Gerven werd op de Parkbegraafplaats Tereken begraven.

## Publicatie
- (samen met P. M. Orban en G. Van Haver), Een oproep tot de katholieke radikaal-vlaamsch-gezinde jeugd.Waarom wij strijden in de rangen der katholieke partij, in: De Standaard, 17/09/1932.